# افترکر
افترکر (به انگلیسی: Aftercare) دومین آلبوم استودیویی از خوانندهٔ آمریکایی نسا برت می‌باشد که در ۱۵ نوامبر سال ۲۰۲۴ از سوی وارنر رکوردز منتشر گردید.